# Mirei Kiritani
Mirei Kiritani (桐谷 美玲 Kiritani Mirei?,  Prefectura de Chiba, Japón, 16 de diciembre de 1989) es una actriz, modelo y presentadora de noticias japonesa. Ha aparecido en películas como Kimi ni Todoke, Usagi Drop y Arakawa Under the Bridge. También realizó participaciones en las series de dramas Andō Lloyd: A.I. knows Love?, Gunshi Kanbei y Hell Teacher Nūbē, entre otras. Desde 2012, presenta todos los martes el noticiero de News Zero de NTV. En 2015, obtuvo el papel principal en la película de vampiros Koisuru Vampire y en la serie original de Netflix, Atelier. Su verdadero nombre es Sayasa Matsuoka (松岡 さや紗 Matsuoka Sayasa?).
El 27 de julio de 2018, Kiritani anunció su matrimonio con el también actor Shōhei Miura, con quien coprotagonizó el drama Suki na Hito ga Iru Koto en 2016.

## Filmografía

### Películas
- Haru no Ibasho (2006), Aoyama
- Akai Bunkajūtaku no Hatsuko (2007), Yamaguchi
- Doukyūsei (2008), Nozomi Hayakawa
- Taiikukan Baby (2008), Nozomi Hayakawa
- Yamagata Scream (2009), Chūko Kaburagi
- Ongakubito (2010), Shion Mizuno
- Kimi ni Todoke (2010), Ume Kurumizawa
- Memoirs of a Teenage Amnesiac (2010), Yumi
- Gene Waltz (2011), Yumi Aoi
- Runway Beat (2011), Miki Tachibana
- Ranhansha (2011), Shima Kase
- Snowflake (2011), Mano
- Usagi Drop (2011), Kazumi Kawachi
- Arakawa Under the Bridge (2012), Nino
- Ace Attorney (2012), Mayoi Ayasato (Maya Fey)
- Tsunagu (2012), Kirari Hinata
- Atarashii Kutsu o Kawanakucha (2012), Suzume Yagami
- 100-kai Naku Koto (2013), Yoshimi Sawamura
- Asahiruban (2013), Yumiko
- Team Bachisuta Final Kerberos no Shōzō (2014), Youko Bekku
- Detective Conan: The Eleventh Striker (2012), Kaoru Kouda
- Joshi Zu (2014), Naoko Akagi/Red
- Assassination Classroom (2015)
- Koisuru Vampire (2015), Kiira
- Heroine Shikkaku (2015), Hatori Matsuzaki
- Assassination Classroom: Graduation (2016), Aguri Yukimura
- Revenge Girl[7][8] (2017), Miki Takaraishi

### Televisión
- Kisshō Tennyo (TV Asahi, 2006), Yuiko Asai
- Kaidan Shin Mimibukuro: Dai 5 series (BS-i, 2006), Rin Satō
- Tokyo Girl (BS-i, 2006), Kazue
- Honto ni Atta Kowai Hanashi (Fuji TV)
  - Natsu no Tokubetu-hen 2006 "6-ban no Heya" (2006), Minako Nagasawa
  - 15 Shūnen Special "Ude o Chōdai" (2014), Risa Takimoto
- Koi Suru Nichiyōbi: New Type (BS-i, 2006), Kanako Morie
- Koi Suru Nichiyōbi Temporada 3 "Lens Goshi no Koi" (BS-i, 2007), Natsuki Sannomiya
- Kaze no Kitamichi (NHK, 2007), Fumie Shiraishi
- Kira Kira Kenshūi (TBS, 2007), Kana Fujino
- Hanazakari no Kimitachi e (Fuji TV, 2007), Kanna Amagasaki
- Deru Toko Demasho! (Fuji TV, 2007), Mariko Fujino
- Dansou no Reijin: Kawashima Yoshiko no Shōgai (TV Asahi, 2008), Fumiyo Wakisaka
- Chance!: Kanojo ga Seikou Shita Riyū (Fuji TV, 2009), Arisa Ebihara
- Kaette Kosaserareta 33-pun Tantei (Fuji TV, 2009), Kimi Kurayoshi
- Love Game (YTV, 2009), Honami Ōtsuka
- Otomen (Fuji TV, 2009), Miyabi Oharida
- Ringetsu no Musume (TV Asahi, 2010), Chizuru Mano
- Jotei Kaoruko (TV Asahi, 2010), Saya Nishimura
- Natsu no Koi ha Nijiiro ni Kagayaku (Fuji TV, 2010), Sakura Miyase
- The Music Show (NTV, 2011), Kaoru Yamazaki
- Arakawa Under the Bridge (MBS, 2011), Nino
- Hunter: Sono Onna Tachi, Shōkin Kasegi (KTV, 2011), Jun Motomura
- 13-sai no Hellowork (TV Asahi, 2012), Shōko Mano
- GTO: Aki mo Oni Abare Special (KTV, 2012), Shinomi Fujisaki
- Shinikare (Fuji TV, 2012), Ruriko Enomoto
- Apoyan: Hashiru Kokusai Kūkō (TBS, 2013), Haruko Morio
- Cheap Flight (NTV, 2013), Yūka Kuramochi
- Galileo Season 2, Episode 5 (Fuji TV, 2013), Wakana Isogai/Haruna Mikami
- Saitō San 2 (NTV, 2013), Maya Yamauchi
- Andō Lloyd: A.I. knows Love? (TBS, 2013), Chica hermosa y misteriosa
- Gunshi Kanbei (NHK, 2014), Dashi
- Shinigami-kun (TV Asahi, 2014), Vigía de la Muerte
- Tsui no Sumika (NHK BS Premium, 2014), Tomoko Asakura
- Hell Teacher Nūbē (NTV, 2014), Ritsuko Takahashi
- Sumikasumire (TV Asahi, 2016), Sumire Kisaragi
- Sukina Hito ga Irukoto[9] (Fuji TV, 2016), Misaki Sakurai

### Dramas web
- Teddy Bear (2008), Haruna Suzuki
- Atelier (2015), Mayuko Tokita

### Otros shows de tv
- Mezamashi TV "Hayamimi Trend No.1" (Fuji TV, 2006-2007)
- Gekimote! Seventeen Gakuen (BS-TBS, 2009-2010), MC
- News Zero (NTV, 2012-),  Presentadora en el nuevo noticiero de los martes

### Teatro
- Shin Bakumatsu Junjōden (Teatro Cocoon en Shibuya, 12 de julio de 2012 – 22 de julio de 2012), Sōji Okita
- Hiryūden 21: Satsuriku no Aki (Teatro Aoyama, 5 de octubre de 2013 – 20 de octubre de 2013), Michiko Kanbayashi

### Doblaje
- Kinyō Road Show!: Crepúsculo (NTV, 12 de noviembre de 2010), Bella Swan

### Videosjuegos
- El profesor Layton vs. Phoenix Wright: Ace Attorney (Nintendo 3DS, 26 de febrero de  2015), Maya Fey/Mayoi Ayasato voz
- Dragon Quest Heroes: Yamiryuu to Sekaiju no Shiro (PlayStation 3, PlayStation 4, 26 de febrero de 2015), Meer voz

### Videos musicales
- Hiiragi - "Kakera" (26 de agosto de 2009)
- Kg - "Itoshi Sugite duet with Tiara" (3 de febrero de 2010)

### Radio
- Bunka Hōsō Recommen: "Kiritani Mirei no Radio-san." (6 de abril de 2010 – 25 de marzo de 2015 los miércoles)

### Libros
- Mirei San no Seikatsu. (Shueisha, 18 de agosto de 2009)
- Mirei San no Seikatsu. super! (Shueisha, 28 de enero de 2011)

### Revistas
- Seventeen, Shueisha 1967-,  como modelo exclusiva desde abril de 2006 hasta diciembre de 2011
- Non-no, Shueisha 1971-, como modelo regular desde marzo de 2012 hasta junio de 2015

### Fotolibro
- Cinema×Kiritani Mirei Making of "Ranhansha and Snow Flake" (Kadokawa Group publicado el 29 de julio de 2011)
- Kiritani Mirei 2013 Calendar Photobook (Shueisha, 12 de octubre de 2012)
- First Shasinshū "Shitsuren, Ryokō, Paris." (Kodansha, 11 de diciembre de 2014)

## Discografía

### Sencillos
- Sweet&Bitter (EPIC Records Japan, 27 de julio de 2011)